# ابزارهای مرگبار: شهر استخوان‌ها
ابزارهای مرگبار: شهر استخوان‌ها (به انگلیسی: The Mortal Instruments: City of Bones) فیلمی در ژانر اکشن، درام، رمانتیک، مرموز و علمی–تخیلی به کارگردانی هارالد زوارت است که در سال ۲۰۱۳ منتشر شد.

## بازیگران
- لیلی کالینز
- جیمی باور
- رابرت شیهان
- کوین زگرز
- کوین دوراند
- رابرت مایلیت
- لینا هیدی
- جرید هاریس
- آیدان تورنور
- جاناتان ریس میرز
- الیاس مبارک
- سی.سی.اچ. پاوندر